# Карабичане
Карабичане или Карабичани (на македонска литературна норма: Карабичане; на албански: Karabiçani) е село в Северна Македония, в община Куманово.

## География
Селото е разположено в котловината Жеглигово на 11 километра северно от общинския център Куманово в западното подножие на планината Руен.

## История
В края на XIX век Карабичане е българско село в Кумановска каза на Османската империя. Според статистиката на Васил Кънчов („Македония. Етнография и статистика“) от 1900 година Карабичани е село, населявано от 154 жители българи християни.
Цялото християнско население на селото е сърбоманско под върховенството на Цариградската патриаршия. Според патриаршеския митрополит Фирмилиан в 1902 година в селото има 20 сръбски патриаршистки къщи. По данни на секретаря на Българската екзархия Димитър Мишев („La Macédoine et sa Population Chrétienne“) в 1905 година в Карабичани има 144 българи патриаршисти сърбомани.
В 1994 година жителите на селото са 53, от които 51 сърби и 2 северномакедонци. Според преброяването от 2002 година селото има жители.
| Националност     | Всичко |
| северномакедонци | 5      |
| албанци          | 0      |
| турци            | 0      |
| роми             | 0      |
| власи            | 0      |
| сърби            | 37     |
| бошняци          | 0      |
| други            | 1      |

## Личности
Роден в Карабичане
- Младен Карабски, български възрожденец, деец на Кумановската българска община[5]